# Итальянская оккупация Франции
Итальянская оккупационная зона во Франции — территории Юго-Восточной Франции, оккупированные фашистской Италией в период Второй мировой войны в два этапа. Оккупация длилась с июня 1940 года до перемирия Италии с Союзниками 8 сентября 1943 года, когда итальянские войска отступили из Франции под давлением немцев.

## История

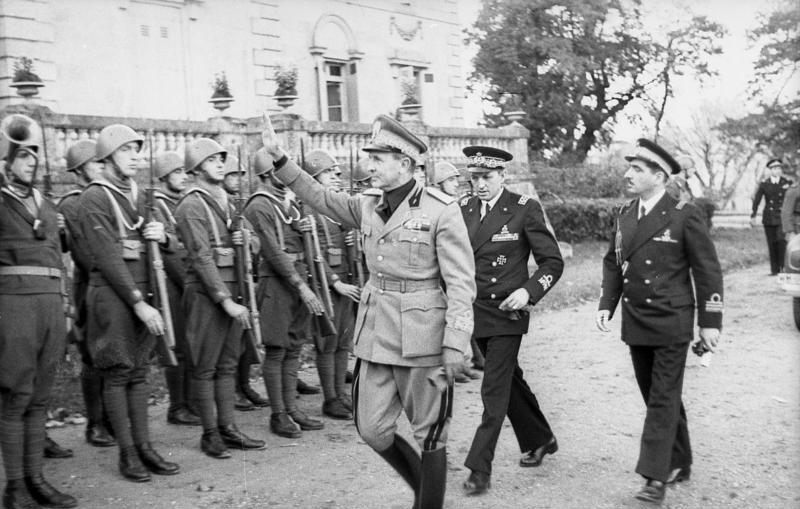
Генерал Дино Альфиери приветствует итальянских морских пехотинцев в оккупированной Франции (1942 год).

Итальянская оккупация Франции имела место в два разных периода Второй мировой войны: первый — в июне 1940 года, второй — в ноябре 1942 года.
- 10 июня 1940 года итальянская армия по приказу Бенито Муссолини вторглась во Францию. В течение двух недель боёв итальянские успехи были минимальны: итальянские войска потеряли в них убитыми 631 человека, тогда как французы — только 40.
- 25 июня 1940 года после падения Франции Франция и Италия подписали перемирие и согласовали создание на юго-востоке Франции итальянской оккупационной зоны. Начальная зона оккупации составляла площадь в 832 км² и имела население в 28500 жителей[1]. По условиям перемирия к Италии отходили Савойя, Верхние Альпы, Альпы Верхнего Прованса, Приморские Альпы. Самый большой город оккупационной зоны, Ментона, был официально присоединён к Италии[1].

Также была создана «демилитаризованная зона» шириной в 50 км к западу от бывшей франко-итальянской границы на Альпийском вале, крупнейшими городами внутри которой были Гренобль и Ницца.
- В ноябре 1942 года, одновременно с проводимой немцами операцией «Антон» по оккупации южных территорий Франции, находящихся под контролем режима Виши, Королевская итальянская армия расширила свою оккупационную зону. Итальянские войска взяли под свой контроль Тулон вместе с бывшей военно-морской базой, где находился затопленный недавно самим французами флот и все области Прованса до реки Роны, а также остров Корсику, захваченный итальянскими ирредентистами[3] . Ницца и Корсика должны были быть присоединены к Италии, как это случилось с Ментоной в 1940 году, в целях осуществления стремлений итальянских ирредентистов (включая местные группы ниццанцев-итальянцев и корсикано-итальянцев). Но это не было сделано из-за перемирия Италии с Союзниками, в результате заключения которого немцы поставили все итальянские оккупационные зоны и саму Италию под свой контроль.

## Войска
В целом итальянская армия во Франции насчитывала в июне 1940 года около 700 тысяч войск. Однако несмотря на её огромное численное превосходство над французскими силами в регионе, она имела множество недостатков и слабостей по сравнению с ними. Итальянские бронетанковые войска в регионе состояли из 133-й бронетанковой дивизии Литторио и включали от 150 до 250 танкеток L3/35, которые морально устарели и совершенно не подходили для современной войны. Большинство итальянских частей имели малое количество артиллерии или сильно устаревшие её образцы и ощущали недостаток автотранспортных средств. Итальянцы также не были соответствующим образом экипированы с учётом специфики этого фронта, а именно — холодной альпийской окружающей среды, тогда как должны были штурмовать сильные французские укрепления — Альпийскую линию, часто называемую «„маленькой“ линией Мажино» (пала только после капитуляции Франции перед Германией).
Маки, французские боевые партизанские группы, практически не действовали против итальянцев до лета 1943 года.

## Евреи
Многие тысячи французских евреев бежали в итальянскую оккупационную зону, дабы избежать преследований со стороны нацистов в Вишистской Франции. Почти 80 % из оставшихся 300 тысяч французских евреев укрылись там после ноября 1942 года. Книга Роберта Пакстона «Вишистская Франция: старая гвардия, новый порядок» представляет итальянскую зону оккупации своего рода убежищем для евреев, спасавшихся от нацистских преследований в остальной Франции во время оккупации.
Итальянский еврейский банкир Анжело Донати сыграл важную роль в убеждении итальянских гражданских и военных оккупационных властей защитить французских евреев от преследования.
В январе 1943 года итальянцы отказались сотрудничать с нацистами во время облав на евреев, живших в оккупированной зоне Франции под их контролем, а в марте помешали нацистам депортировать евреев из их зоны. Министр иностранных дел Германии Иоахим фон Риббентроп жаловался Муссолини, что «у итальянских военных кругов… отсутствует правильное понимание еврейского вопроса».
Однако когда итальянцы подписали перемирие с Союзниками, немецкие войска вторглись в бывшую итальянскую оккупационную зону (8 сентября) и организовали жестокие облавы. Алоиз Бруннер, официальный уполномоченный СС по еврейским делам, был поставлен во главе отрядов, созданных для розыска евреев. В течение пяти месяцев приблизительно 5000 евреев было схвачено и депортировано.

## База в Бордо
Военно-морская база Итальянского Королевского Военно-морского флота, предназначенная для подводных лодок, была создана в августе 1940 года в Бордо, за пределами итальянской зоны оккупации.
База под кодовым названием BETASOM и базировавшиеся там 32 подводные лодки принимали участие в Битве за Атлантику. Эти подводные лодки потопили 109 союзнических торговых судов и 18 военных кораблей до сентября 1943 года.

## Итальянские территориальные претензии
Помимо Ниццы и Корсики, итальянцы планировали предъявить другие территориальные претензии к побеждённой Франции. В 1940 году итальянская комиссия по перемирию подготовила два подробных плана относительно будущего оккупированных территорий Франции. По плану «А» Италия оккупировала все территории до реки Роны, при этом Франция сохраняла бы территориальную целостность, за исключением присоединения к Италии Корсики и Ниццы. План «Б» предусматривал аннексию Италией Приморских Альп (включая княжество Монако), Альпы Верхнего Прованса, Верхние Альпы и Савойю. Территория должна была стать новой итальянской провинцией Западные Альпы (Alpi Occidentali) с городом Брианццоне (Бриансон) в качестве административного центра.